# Hartmut Ritzerfeld
Hartmut " Hacky " Ritzerfeld (n. 7 octombrie 1950, Büsbach⁠(d), zona de ocupație americană în Germania⁠(d), Germania – d. 1 ianuarie 2024, Büsbach⁠(d), Renania de Nord-Westfalia, Germania) a fost un pictor german de imagini figurative neo-expresive .

## Viață
Născut în Büsbach, Ritzerfeld s-a pregătit inițial ca amenajator de vitrine din 1965 până în 1968, înainte de a studia la Kunstakademie Düsseldorf între 1969 și 1976 cu Joseph Beuys (pictură, obiecte și artă performanță) și Karl Kneidl (scenografia). În 1975 a devenit masterand al lui Joseph Beuys. Aceasta a fost urmată de o vizită de studiu la Zurich. Apoi a locuit pentru scurt timp în Aachen, înainte de a se muta înapoi la casa părintească din Stolberg.
Ritzerfeld a făcut primele sale „încercări artistice” în stilul Școlii de realism fantastic din Viena în 1968; Modelul a fost pictorul vienez Ernst Fuchs. La scurt timp după aceea a trecut la expresionism; unele dintre subiectele sale preferate fiind portretele, peisajele și interioarele. La 20 de ani, a putut să-l vadă pe Beuys la televizor; o scânteie inițială care l-a determinat pe Ritzerfeld să se intereseze de lucrările sale. În primul an al „perioadei Beuys” a trecut la stilul clasic al Școlii de pictură din Düsseldorf, Andreas Achenbach fiind deosebit de influent. Prin pictura metafizică a lui Carlo Carrà și pictura naivă țărănească a lui Mirko Virius, a ajuns în sfârșit la pictura cu scop organic. A favorizat din ce în ce mai mult pictura arhitecturală: „Am pictat ceea ce se întâmplă într-un oraș în jurul meu și am încercat să fac acest lucru vizibil prin forme abstracte.” După aceea și-a găsit propria „gramatică”, care este mai precisă în structura imaginii decât cea a Neue Wilde .
Din 1994, Ritzerfeld a avut un studio comun cu colega sa artistă Angelika Kühnen, mai întâi la Breinig, apoi la Suermondt-Ludwig-Museum și din 2012 la Stolberg-Büsbach (Tribunalul European de Artă). Opera lui Ritzerfeld este reprezentată în numeroase colecții și muzee, inclusiv în Muzeul Suermondt-Ludwig din Aachen, care, printre altele, a primit colecția lui Peter Lacroix cu numeroase fotografii ale lui Ritzerfeld ca donație în 2006.
Ritzerfeld, împreună cu Win Braun precum și Emil Sorge și Franz-Bernd Becker, unul dintre fondatorii grupului Eifelmaler.

## Moarte
Ritzerfeld a fost lovit de o mașină în Büsbach la începutul lui decembrie 2023. În accidentul de circulație, acesta a suferit o lacerație la cap, o leziune cerebrală traumatică și o fractură de bazin.  A murit din cauza rănilor sale la 1 ianuarie 2024, la Spitalul Stolberg Bethlehem.    Avea 73 de ani.

## Expoziții
Lucrările lui Hartmut Ritzerfeld au fost expuse în numeroase expoziții, în special în Germania:
- 1976 Galerie Arno Kohnen, Düsseldorf
- 1986–1989 Leopold-Hoesch-Museum, Düren, Katalog
- 1986–1989 Neue Galerie, Sammlung Ludwig, Aachen
- 1988 Muzeul Suermondt-Ludwig, Aachen
- 1988 Kunstmuseum Bonn
- 1988 Städtisches Museum Ulm
- 1988 Landesmuseum für Kunst- und Kulturgeschichte, Oldenburg
- 1988 Neue Galerie, Sammlung Murken, Meerbusch
- 1989 Muzeul Wiesbaden
- 1989–1998 Städtische Galerie Regensburg
- 1995–2000 Kunst und Breinig, Solberg
- 1993 Leopold-Hoesch-Museum, Düren
- 1997–1998 Ludwig Forum für internationale Kunst, Aachen
- 1998 Haubrichforum, Köln
- 1998 Kunsthalle Barmen
- 1998 Von der Heydt-Museum, Wuppertal
- 1998 Kunstmuseum Thun, Schweiz
- 1998 Städtische Galerie Albstadt
- 1999 Landgericht Aachen
- 1999 Städtische Galerie Aschaffenburg
- 1999 Städtische Galerie Delmenhorst, Haus Coburg
- 2000 Schloss Babenhausen, Hessischer Kulturverein
- 2000–2001 Städtisches Museum Leverkusen, Schloss Morsbroich
- 2001 Muzeul Zitadelle, Jülich
- 2002 Dorotheum-Palais, Wien, Österreich
- 2004 Muzeul Zinkhütter Hof, Stolberg
- 2004 Museumsinsel Lüttenheid, Muzeul Klaus Groth, Heide
- 2007 La otra Galerià, Port d'Andratx, Mallorca, Spania
- 2007 Asociația Culturală, „Sa Taronja“, Port d'Andratx, Mallorca, Spania
- 2008 Galerie Sommer, Graz, Österreich
- 2008 Galerie S, Aachen
- 2008 Galeria Planet Vivid, Frankfurt a. M.
- 2009 PostForum, Düren
- 2020 Burg Stolberg, Stolberg

## Legături externe
- Hartmut Ritzerfeld, 4 akustische Arbeiten
- Kurzbiografie, Abbildungen
- Kurzbiografie, Galerie Marco Jansen
- Abbildungen
- Site-ul web Hartmut Ritzerfeld